# In the Wake of Poseidon
In the Wake of Poseidon je druhé album britské rockové skupiny King Crimson. Vydáno bylo v roce 1970 (viz 1970 v hudbě) a v britském žebříčku prodejnosti hudebních alb se umístilo na 4. místě, což je nejlepší výsledek desek King Crimson.

## Popis alba a jeho historie
Na přelomu let 1969 a 1970 opustili King Crimson hned tři hudebníci, v kapele tak zůstal osamocený kytarista Robert Fripp a textař Peter Sinfield. Tito dva muzikanti přesto začali pracovat na druhém albu skupiny. Fripp si ke kytaře přidal ještě mellotron a postupně začal přibírat další hudebníky. Do skupiny se tak vrátil bubeník Michael Giles, nově přišli saxofonista Mel Collins a baskytarista Peter Giles. Pouze jako zpěvák se znovu objevil i Greg Lake, který se již věnoval práci s Emerson, Lake & Palmer. Tato sestava, společně se dvěma dalšími hosty, nahrála na jaře album In the Wake of Poseidon, které stylově navazuje na předchozí desku In the Court of the Crimson King.
Album In the Wake of Poseidon obsahuje celkem osm skladeb. Jeho úvod i závěr tvoří krátké vokální písně „Peace – A Beginning“ a „Peace – An End“, jejich motiv je instrumentálně zopakován i uprostřed desky jako „Peace – A Theme“. Některé skladby („Pictures of a City“ a „The Devil's Triangle“) hráli King Crimson již na koncertech v roce 1969, přičemž instrumentální „The Devil's Triangle“ je přepracovaná verze části Holstovy suity The Planets s názvem „Mars: Bringer of War“.
Skladba „Cat Food“ byla společně s improvizací „Groon“, která není na tomto albu obsažena, vydána jako singl.
Přebal alba tvoří obraz z roku 1967 od Tamma De Jongha s názvem 12 archetypů nebo 12 tváří lidstva.

## Seznam skladeb
Všechny skladby napsal(i) Robert Fripp a Peter Sinfield, pokud není uvedeno jinak. 
| Strana 1 | Strana 1                                       | Strana 1 | Strana 1 |
| Pořadí   | Název                                          | Autor    | Délka    |
| -------- | ---------------------------------------------- | -------- | -------- |
| 1.       | Peace – A Beginning                            |          | 0:49     |
| 2.       | Pictures of a City“ včetně „42nd at Treadmill  |          | 8:03     |
| 3.       | Cadence and Cascade                            |          | 4:27     |
| 4.       | In the Wake of Poseidon“ včetně „Libra's Theme |          | 7:56     |

| Strana 2       | Strana 2                                                                       | Strana 2                  | Strana 2 |
| Pořadí         | Název                                                                          | Autor                     | Délka    |
| -------------- | ------------------------------------------------------------------------------ | ------------------------- | -------- |
| 1.             | Peace – A Theme                                                                | Fripp                     | 1:15     |
| 2.             | Cat Food                                                                       | Fripp, Sinfield, McDonald | 4:54     |
| 3.             | The Devil's Triangle“ 1. „Merday Morn“ 2. „Hand of Sceiron“ 3. „Garden of Worm | Fripp, McDonald Fripp     | 11:35    |
| 4.             | Peace – An End                                                                 |                           | 1:53     |
| Celková délka: | Celková délka:                                                                 | Celková délka:            | 41:02    |

## Obsazení
- King Crimson
  - Robert Fripp – kytary, mellotron
  - Greg Lake – zpěv (kromě „Cadence and Cascade“)
  - Peter Giles – baskytara
  - Mel Collins – flétna, saxofon
  - Michael Giles – bicí
  - Peter Sinfield – texty
- Keith Tippett – piano
- Gordon Haskell – zpěv v „Cadence and Cascade“